# Омельченко Олександр Олександрович
Олекса́ндр Олекса́ндрович Оме́льченко (9 серпня 1938, село Зозів, Вінницька область, Українська РСР, СРСР — 25 листопада 2021, Київ, Україна) — український державний і політичний діяч, підприємець. Голова КМДА (8 серпня 1996 — 20 квітня 2006). Голова Київської міської ради (30 квітня 1998 — 30 травня 1999). Київський міський голова (30 травня 1999 — 14 квітня 2006). Народний депутат України (23 листопада 2007 — 12 грудня 2012). Лауреат Державної премії України в галузі архітектури (2004), кандидат технічних наук, полковник міліції. Герой України (2001), «Заслужений будівельник України».

## Життєпис

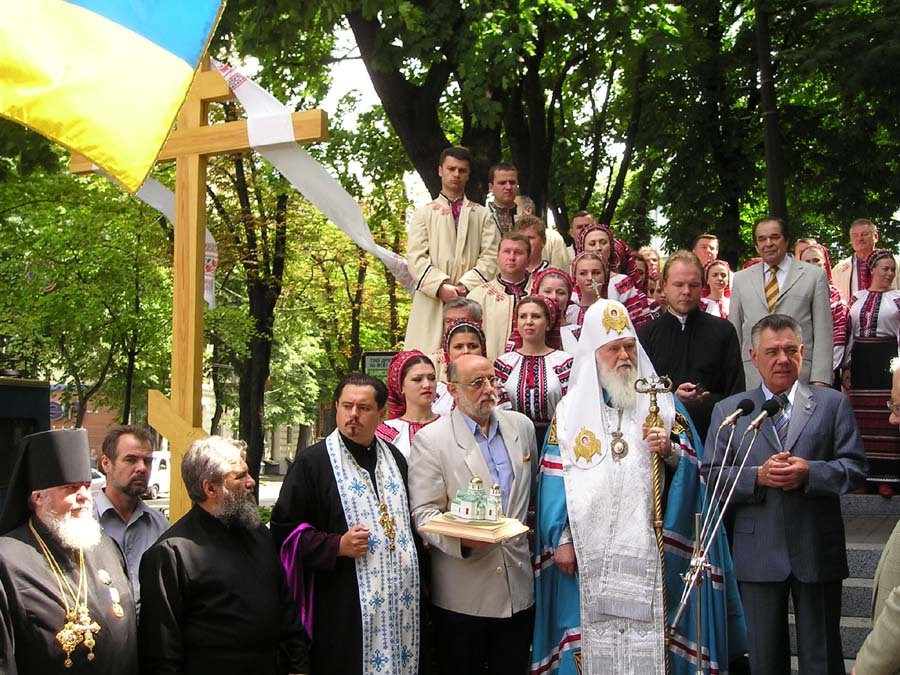
Церемонія закладення наріжного камню на місці відбудови Стрітенської церкви. У центрі (справа наліво): Київський міський голова Олександр Омельченко, Патріарх Філарет, архітектор Янош Віг, о. Сергій Ткачук

Народився 9 серпня 1938 року в селі Зозів Липовецького району Вінницької області.
Із початком війни його батько столиці пішов на фронт, а мати забрала трьох дітей — Катерину, Мілу та Шурика (так називали Олександра Омельченка в дитинстві), — і повернулася до себе на батьківщину в село Соловіївка. Згодом родина переїхала в Карабачин, що в Брусилівському районі на Житомирщині.
У 1956 році закінчив Брусилівську середню школу зі срібною медаллю. Класним керівником була вчителька математики Віра Харитонівна Рода. А потім продовжив навчання у Київському будівельному технікумі.
По закінченні Київського будівельного технікуму здобував вищу освіту у Київському інженерно-будівельному інституті та інституті народного господарства. 10 місяців відслужив у Збройних силах. Затим працював на підприємствах «Головкиївміськбуду». Пройшов шлях від робітника до директора заводу залізобетонних виробів, головного інженера домобудівного комбінату, а згодом — першого заступника начальника «Головкиївміськбуду».
З 1987 по 1989 рік перебував у Республіці Афганістан. Після — працював у системі Держбуду, був заступником голови виконкому Київської міської ради народних депутатів, обіймав посаду генерального директора ДКП «Київреконструкція».
У 1994—1996 роках — заступник голови, перший заступник голови Київської міськдержадміністрації.
З серпня 1996 по 20 квітня 2006 року — голова Київської міської державної адміністрації.
29 березня 1998 року відбулися чергові вибори до Київської міської ради. Усупереч рішенню суду, положень ч. 1 ст. 42 Закону України «Про місцеве самоврядування в Україні», якою визначено, що повноваження міського голови закінчуються в момент вступу на цю посаду іншої, обраної відповідно до закону особи, роз'яснення Комітету Верховної Ради України з питань державного будівництва, діяльності рад і самоврядування та Міністерства праці й соціальної політики № 06-1164 від 23 березня 1998 року щодо вивільнення, надання пільг і гарантій працівникам, які вивільняються в зв'язку з виборами депутатів місцевих рад та сільських, селищних, міських голів, де говорилося, що сільський, селищний, міський голова звільняється в момент вступу на посаду іншої обраної відповідно до закону особи, 30 квітня 1998 року на пленарному засіданні депутати Київської міської ради ухвалили рішення про обрання на посаду голови Київради (до того ж не передбачену в Києві ні Конституцією, ні законами України) голову міської державної адміністрації Олександра Омельченка. Це відбулося при чинному міському голові Леонідові Косаківському, чиї повноваження підтвердив суд, і нові вибори якого 29 березня 1998 року не проводилися на підставі рішення Конституційного суду України.
У травні 1999 році 76 % киян проголосувало за Олександра Омельченка як за міського голову Києва, у 2002 році — 73 % виборців висловили йому свою підтримку.
У травні 2001 року, після відставки уряду Віктора Ющенка, подейкували, що український уряд може очолити саме Омельченко, однак сам він ставився до цієї інформації достатньо скептично.
У липні 2004 року з'їзд партії «Єдність» висунув свого керівника Олександра Омельченка кандидатом на президента України. Декларацію про його підтримку підписали 129 громадських організацій з усіх регіонів держави. У першому турі виборів Омельченко отримав 0,48 % виборців, у столиці він набрав 4,48 %. Після цього Омельченко заявив про підтримку Віктора Ющенка.
У 2005 році звинувачений у розбазарюванні київських земельних ділянок та у погіршенні історичного вигляду Києва. Того ж року він був виключений з лав Української партії «Єдність».
На виборах київського міського голови у березні 2006 року програє та займає лише третє місце. 20 квітня 2006 року Президент України Віктор Ющенко видає указ про звільнення Омельченка з посади голови Київської міської державної адміністрації.
На парламентських виборах 2007 року став депутатом він «НУНС» (№ 13). Голова Комітету з питань державного будівництва та місцевого самоврядування.
25 листопада 2009 року збив насмерть пішохода, що перетинав дорогу на нерегульованому переході. Інцидент стався о 21:20 на Столичному шосе у Києві на виїзді з села Чапаївка. Омельченко їхав на позашляховику «Міцубісі Паджеро» зі сторони Конча-Заспи в напрямку Києва. Аварія відбулася біля зупинки громадського транспорту «Віта-2», приблизно в 40 метрах від пішохідного переходу, за словами свідків, чоловік переходив дорогу у спеціально відведеному для цього місці по зебрі. Від удару машиною на великій швидкості пішохода відкинуло за перехід на кілька десятків метрів, повідомляв прес-центр ДАІ Києва. Від отриманих тілесних ушкоджень 48-річний пішохід помер на місці пригоди. Оскільки винуватець був народним депутатом, притягнення його до кримінальної відповідальності було можливе лише за згодою Верховної Ради.

Могила Олександра Омельченка, Байкове кладовище

4 жовтня 2011 року вийшов з фракції НУНС через невизначеності, яка панує в самій фракції та через «Основне і головне — це висока аморальність так званого почесного президента, який, на жаль, і сьогодні очолює „Нашу Україну“». Він заявив, що буде залишатися позафракційним.
2014 року брав участь у виборах міського голови Києва, а також у виборах до міської ради, очолюючи список Київської міської організації Української партії «Єдність».
З червня 2014 року був депутатом Київської міської ради.
У листопаді 2021 року був госпіталізований із коронавірусом та значним ураженням легень. Помер 25 листопада від наслідків коронавірусу в лікарні «Феофанія». Через ускладнення від коронавірусної хвороби стався інфаркт. Йому зробили операцію на серці, однак Омельченко її не переніс. Був похований 29 листопада на Байковому кладовищі (ділянка № 42а, 50°25′19.3″ пн. ш. 30°30′26.73″ сх. д. / 50.422028° пн. ш. 30.5074250° сх. д.).

## Діяльність
Діяльність Олександра Омельченка дуже неоднозначна і суперечлива. За час його перебування на посаді мера було відкрито 8 станцій метро. По всьому місту встановлено бювети артезіанської води. Відновлено стародавні храми:
- Михайлівський собор
- Успенський собор
- Церква Богородиці Пирогощої
- Церква Різдва Христового
- Аскольдова могила (повернутий первісний вигляд) та ін.

Проте, в той же час скорочувалася мережа громадського транспорту, закривалися маршрути, ліквідовувалися лінії. Активно розвивалися маршрутні таксі. Значної шкоди трамвайній мережі міста було завдано з 1996 по 2006 роки. За цей час ліквідовані 60,6 км колій (в одноколійному вимірі), скасовані маршрути в центрі міста (всього скасовано 12 маршрутів), закрита лінія на мосту Патона, в результаті чого утворилося 2 незв'язані між собою трамвайні мережі на правому і лівому березі. Було закрито найстаріше в Києві Лук'янівське депо, депо ім. Шевченка перенесено з центру на околицю міста. Озвучувалися подальші плани по ліквідації трамвайного руху, але їм, на щастя, не судилося збутися, тому що в 2006 році Омельченко програв вибори.
Після 1995 року, припинилися закупівлі тролейбусів, і для нього настали важкі часи. Щоб хоч якось зберегти інтервали на підвізних маршрутах на околицях, було ухвалено рішення масово скоротити тролейбусну мережу в центрі: були зняті лінії з вулиці Володимирської, Богдана Хмельницького, а в 2001 році і з Хрещатика і вулиці Грушевського. При цьому нові лінії все-таки продовжували будуватися: були прокладені лінії по Протасовому яру, вул. Саксаганського (замість знятої трамвайної), в Святошино, Троєщині та по мосту Патона. Однак необхідної закупівлі рухомого складу не проводилося, і інтервали на існуючих маршрутах продовжували збільшуватися.
За час перебування Омельченко на посаді мера почалася незаконна роздача земельних ділянок в центрі під забудову та знесення пам'ятників архітектури. В результаті з'явилися дисонуючі будівлі в буферній зоні Софійського собору, на схилах Дніпра і біля Києво-Печерської Лаври.
27 квітня 2010 року голосував за ратифікацію угоди Януковича — Медведєва, тобто за продовження перебування ЧФ Росії на території України до 2042 р.

## Нагороди та почесні звання
- Звання Герой України з врученням ордена Держави (21 серпня 2001) — за визначні особисті заслуги перед Українською державою у соціально-економічному та культурному розвитку столиці України — міста Києва[13].
- Нагороджений орденами Пошани (1982 р.) та Трудового Червоного Прапора (1986 р.), Почесною відзнакою Президента України (1996 р.)[14], орденом князя Ярослава Мудрого V ступеня (1998 р.)[15], IV ступеня (1999 р.)[16] та ІІІ ступеня (2006 р.)[17].
- Орден Данила Галицького (24 серпня 2013) — за значний особистий внесок у державне будівництво, соціально-економічний, науково-технічний, культурно-освітній розвиток України, вагомі трудові здобутки та високий професіоналізм[18]
- «Заслужений будівельник України»[19].
- Почесний громадянин Бучі (2002)
- Командорський хрест ордена святого Григорія Великого (Ватикан, 11 грудня 2001)[20][21]
- Голова Ради з питань реклами у місті Києві (з липня 2004 р.).
- Президент Федерації хокею України.
- Президент футбольного клубу «Арсенал».
- Член Ради з питань збереження національної культурної спадщини (1997—1998 рр.).
- У березні 1998 року обраний депутатом Київської міської ради, а в травні 1998 року — її головою. Обіймав ці посади до квітня 2006 року включно.
- Почесний доктор НаУКМА з 2001 р.

21 лютого 2013 року Київрада ухвалила рішення про присвоєння Омельченку звання Почесного громадянина Києва.
Указом Президента України № 336/2016 від 19 серпня 2016 року нагороджений ювілейною медаллю «25 років незалежності України».